# Joni James

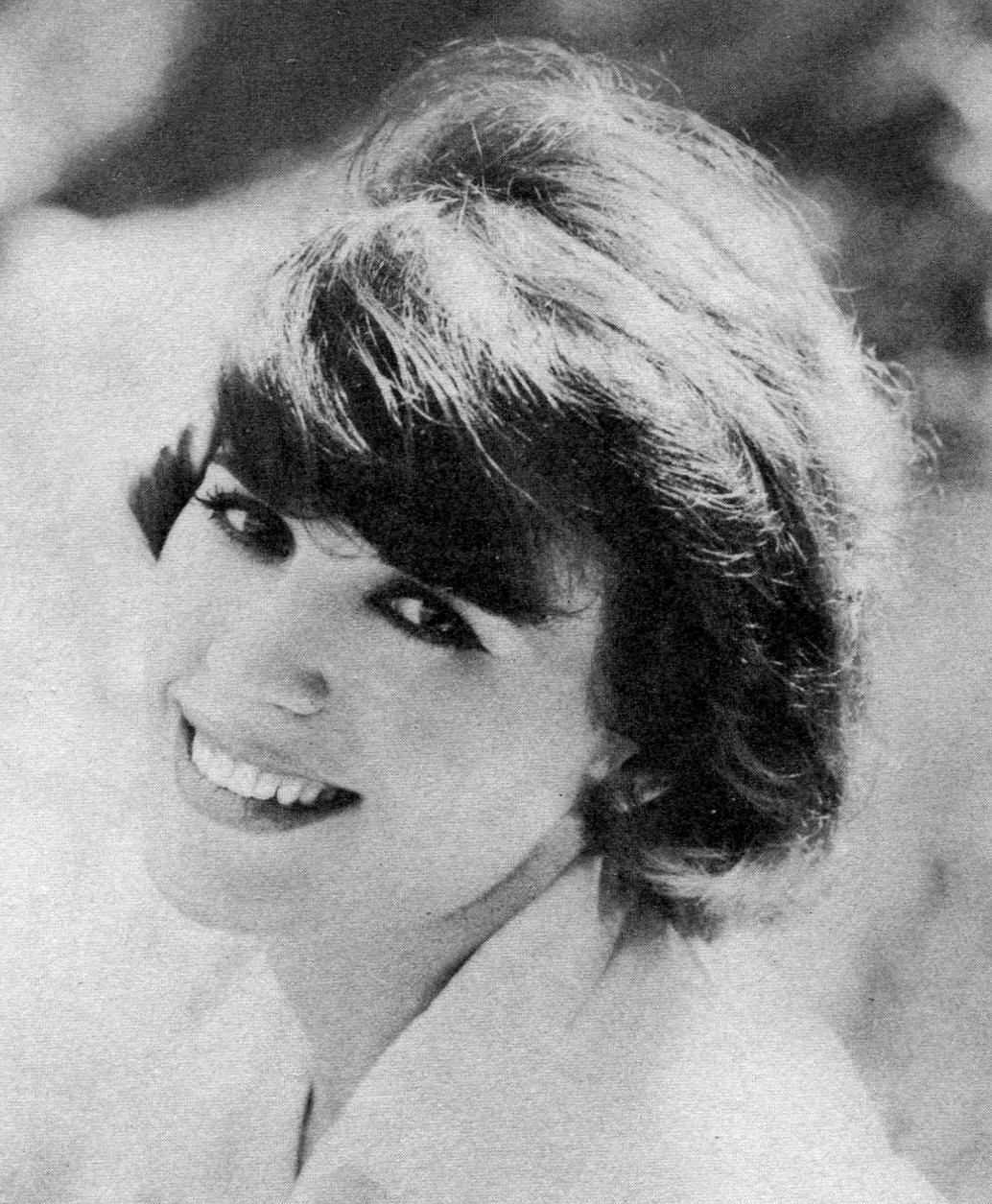
Joni James (1962)

Joni James (gebürtig: Joan Carmella Babbo; * 22. September 1930 in Chicago, Illinois; † 20. Februar 2022 in West Palm Beach, Florida) war eine US-amerikanische Sängerin traditioneller Popmusik, die im Laufe ihrer Karriere mehr als 40 Alben veröffentlichte und sieben Top-10-Hits in den Billboard-Charts hatte.

## Leben
Joni James wurde 1930 als eines von sechs Kindern einer italienisch-amerikanischen Familie in Chicago geboren. Sie studierte Tanz und Ballett und trat nach ihrem Abschluss an der Bowen High School mit einer lokalen Tanzgruppe bei einer Tour durch Kanada auf. Anschließend arbeitete sie als Sängerin im Edgewater Beach Hotel in Chicago.
Durch einen Gesangsauftritt in einer Fernsehwerbung wurde James von Metro-Goldwyn-Mayer (MGM) entdeckt und 1952 unter Vertrag genommen. Bereits ihr erster Song Why Don’t You Believe Me? verkaufte sich mehr als zwei Millionen Mal und erreichte Platz eins der Billboard-Charts. Noch im selben Jahr folgten mit Your Cheatin’ Heart und Have You Heard? zwei weitere erfolgreiche Singles.
Als erste US-amerikanische Musikerin produzierte James insgesamt fünf Alben in den Londoner Abbey Road Studios. Sie war neben ihrer Karriere in den Vereinigten Staaten auch in Asien beliebt und absolvierte unter anderem 1957 Auftritte im EM Club in Manila. Gemeinsam mit dem philippinischen Komponisten Salvador Asuncion nahm sie das Lied In Despair auf, welches auf den Philippinen zu einem großen Erfolg wurde.
Im Verlauf ihrer Karriere konnte James insgesamt sieben Songs in den Top 10 der Billboard-Charts platzieren. Sie produzierte mehr als 40 Alben und verkaufte nach eigenen Angaben mehr als 100 Millionen Tonträger. 1964 beendete James ihre Karriere, kehrte jedoch Mitte der 1990er-Jahre auf die Bühne zurück und gab unter anderem Konzerte in der Carnegie Hall und der David Geffen Hall in New York. Im Oktober 2001 trat sie gemeinsam mit dem Count Basie Orchestra in der Academy of Music in Philadelphia auf. James’ letztes Album Latest and Greatest erschien 2000.
Joni James’ Musik fand mehrfach Verwendung in Spielfilmen und Fernsehserien. So war ihr Song How Important Can It Be in dem 1997 erschienenen Kriminalfilm L.A. Confidential zu hören. Ihr If I Were a Bell wurde 2016 in einer gleichnamigen Folge der Fernsehserie Transparent genutzt. Für ihre Leistungen im Bereich Entertainment erhielt sie einen Stern auf dem Hollywood Walk of Fame.
Joni James war von 1956 bis zu dessen Tod im Jahr 1986 mit dem Komponisten und Dirigenten Tony Acquaviva verheiratet. 1997 heiratete sie den ehemaligen General Bernard Schriever, mit dem sie bis zu seinem Tod im Jahr 2005 in Washington, D.C. lebte. James starb am 20. Februar 2022 im Alter von 91 Jahren in einem Krankenhaus in West Palm Beach. Sie wurde an der Seite ihres Ehemannes auf dem Nationalfriedhof Arlington beigesetzt.

## Diskografie

### Alben
| Jahr | Titel             | Höchstplatzierung, Gesamtwochen, AuszeichnungChartsChartplatzierungen (Jahr, Titel, Platzierungen, Wochen, Auszeichnungen, Anmerkungen) | Anmerkungen                |
| Jahr | Titel             | US | Anmerkungen                |
| ---- | ----------------- | --- | -------------------------- |
| 1954 | Let There Be Love | US5 (11 Wo.)US | Erstveröffentlichung: 1953 |
| 1955 | Little Girl Blue  | US15 (4 Wo.)US | Erstveröffentlichung: 1955 |

Weitere Alben
- 1954: Joni James’ Award Winning Album
- 1955: When I Fall in Love
- 1956: In the Still of the Night
- 1956: Songs by Victor Young and Songs by Frank Loesser
- 1956: Merry Christmas from Joni
- 1957: Give Us This Day
- 1957: Sings Songs by Jerome Kern and Songs by Harry Warren
- 1958: Among My Souvenirs
- 1958: Je T’aime... I Love You
- 1959: Songs of Hank Williams
- 1959: Joni Swings Sweet
- 1959: Joni Sings Irish Favo(u)rites
- 1959: 100 Strings and Joni
- 1960: Joni at Carnegie Hall
- 1960: I’m In the Mood for Love
- 1960: 100 Strings & Joni In Hollywood
- 1960: One Hundred Voices... One Hundred Strings & Joni
- 1960: 100 Strings & Joni On Broadway
- 1961: The Mood is Blue
- 1961: The Mood is Romance
- 1961: The Mood is Swinging
- 1961: Folk Songs by Joni James
- 1961: Ti Voglio Bene... I Love You
- 1962: Joni After Hours
- 1962: I’m Your Girl
- 1962: Country Style
- 1962: I Feel a Song Coming On
- 1962: Like 3 O’Clock in the Morning
- 1963: Something for the Boys
- 1964: Beyond The Reef
- 1964: Joni Sings the Gershwins
- 1964: My Favorite Things
- 1964: Put On A Happy Face
- 1964: Italianissima!
- 1965: Bossa Nova Style
- 2000: Latest and Greatest

### Singles
| Jahr | Titel Album                              | Höchstplatzierung, Gesamtwochen, AuszeichnungChartplatzierungen (Jahr, Titel, Album, Platzierungen, Wochen, Auszeichnungen, Anmerkungen) | Höchstplatzierung, Gesamtwochen, AuszeichnungChartplatzierungen (Jahr, Titel, Album, Platzierungen, Wochen, Auszeichnungen, Anmerkungen) | Anmerkungen |
| Jahr | Titel Album                              | UK | US | Anmerkungen |
| ---- | ---------------------------------------- | --- | --- | ----------- |
| 1952 | Why Don’t You Believe Me –               | UK11 (1 Wo.)UK | US1 (22 Wo.)US |             |
| 1953 | Have You Heard? –                        | — | US5 (14 Wo.)US |             |
| 1953 | Wishing Ring –                           | — | US20 (1 Wo.)US |             |
| 1953 | Your Cheatin’ Heart –                    | — | US7 (15 Wo.)US |             |
| 1953 | Is It Any Wonder? –                      | — | US20 (1 Wo.)US |             |
| 1953 | Almost Always –                          | — | US18 (1 Wo.)US |             |
| 1953 | My Love, My Love –                       | — | US10 (10 Wo.)US |             |
| 1955 | How Important Can it Be? –               | — | US8 (15 Wo.)US |             |
| 1955 | You Are My Love –                        | — | US15 (18 Wo.)US |             |
| 1955 | My Believing Heart –                     | — | US49 (13 Wo.)US |             |
| 1956 | Don’t Tell Me Not To Love You –          | — | US83 (1 Wo.)US |             |
| 1956 | I Woke Up Crying –                       | — | US72 (7 Wo.)US |             |
| 1956 | How Lucky You Are –                      | — | US70 (8 Wo.)US |             |
| 1956 | Give Us This Day                         | — | US30 (11 Wo.)US |             |
| 1957 | Summer Love –                            | — | US97 (1 Wo.)US |             |
| 1958 | There Goes My Heart –                    | — | US19 (16 Wo.)US |             |
| 1959 | There Must Be a Way –                    | UK24 (1 Wo.)UK | US33 (12 Wo.)US |             |
| 1959 | I Still Get a Thrill (Thinking Of You) – | — | US51 (7 Wo.)US |             |
| 1959 | I Still Get Jealous –                    | — | US63 (6 Wo.)US |             |
| 1959 | Little Things Mean a Lot –               | — | US35 (9 Wo.)US |             |
| 1960 | I Need You Now Let There Be Love         | — | US98 (1 Wo.)US |             |
| 1960 | My Last Date (With You) –                | — | US38 (7 Wo.)US |             |